# Правдивість (квантове число)
Правдивість (позначається T, від англ. topness або truth) — квантове число (аромат), властиве t-кваркам. 
Для t-кварка правдивість T = {\displaystyle +1}, для t-антикварка T = {\displaystyle -1}.
Як наразі вважається, t-кварки існують занадто короткий проміжок часу щоб утворити адрони, і правдивість всіх відомих баріонів і мезонів дорівнює нулю. Деякі гіпотези передбачають існування мезонів, що містять t-кварки, і якщо такі будуть знайдені, їх правдивість буде дорівнювати різниці кількості t-кварків та t-антикварків в них.
Правдивість зберігається при сильній взаємодії, але не зберігається при слабкій взаємодії. Можливо, правдивість може також не зберігатися при взаємодії з бозоном Хіггса. 